# Donalds (Carolina del Sur)
Donalds es un pueblo ubicado en el condado de Abbeville, Carolina del Sur, Estados Unidos. Tiene una población estimada, a mediados de 2021, de 321 habitantes.

## Geografía
La localidad está ubicada en las coordenadas 34°22′28″N 82°20′36″O / 34.37444, -82.34333 (34.374499, -82.343202). Según la Oficina del Censo, tiene un área total de 2.16 km², de la cual 2.15 km² corresponden a tierra firme y 0.01 km² están cubiertos de agua.

### Localidades adyacentes
El siguiente diagrama muestra a las localidades en un radio de 16 kilómetros (9,9 mi) de Donalds.

## Demografía
Según el censo de 2000, en ese momento los ingresos promedio de los hogares eran de $32,083 y los ingresos promedio de las familias eran de $35,417. Los ingresos per cápita para la localidad eran de $14,333. Los hombres tenían ingresos per cápita por $32,045 contra $17,321 que percibían las mujeres. Alrededor del 12.0% de la población estaba bajo el umbral de pobreza nacional.
De acuerdo con la estimación 2017-2021 de la Oficina del Censo, los ingresos promedio de los hogares son de $42,813 y los ingresos promedio de las familias son de $34,167. Alrededor del 23.1% de la población está bajo el umbral de pobreza nacional.